# PIGY
PIGY (англ. Phosphatidylinositol glycan anchor biosynthesis class Y) – білок, який кодується однойменним геном, розташованим у людей на 4-й хромосомі. Довжина поліпептидного ланцюга білка становить 71 амінокислот, а молекулярна маса — 8 058.
| 10         |  | 20         |  | 30         |  | 40         |  | 50         |
| ---------- |  | ---------- |  | ---------- |  | ---------- |  | ---------- |
| MFLSLPTLTV |  | LIPLVSLAGL |  | FYSASVEENF |  | PQGCTSTASL |  | CFYSLLLPIT |
| IPVYVFFHLW |  | TWMGIKLFRH |  | N          |  |            |  |            |

A: Аланін

C: Цистеїн

E: Глутамінова кислота

F: Фенілаланін

G: Гліцин

H: Гістидин

I: Ізолейцин

K: Лізин

L: Лейцин

M: Метіонін

N: Аспарагін

P: Пролін

Q: Глутамін

R: Аргінін

S: Серин

T: Треонін

V: Валін

W: Триптофан

Локалізований у мембрані, ендоплазматичному ретикулумі.